# Á
Á, á (а-акут) — літера розширеного латинського альфабету, утворена буквою A з додаванням акута, вживається в чеській, фарерській, угорській, ісландській, словацькій та саамських мовах. Також присутня у нідерландській, галісійській, ірландській, окситанській, португальській, іспанській, лакота, навахо та в'єтнамській як варіант літери a. Інколи некоректно використовується в англійській мові для позначення кількості, наприклад, «5 apples á $1» замість «5 apples à $1» (5 яблук кожне ціною в долар).

## Використання

### Китайська
В системі піньїнь á позначає тон yángpíng (阳平, середньо-висхідний) звука «a».

### Ірландська
В ірландській мові á називається fada і вживається в словах на зразок slán (до побачення).

### Чеська, угорська та словацька
Á є другою літерою в альфабетах цих мов та позначає звук /aː/.

### Фарерська
Á є другою літерою альфабету та позначає звук /ɔ/ чи /ɔaː/.

### Ісландська
Á є другою літерою альфабету та позначає комбінацію /au̯/.

### Португальська та іспанська
У цих мовах «á» вважається не літерою, а варіацією «a» з наголосом. Використовується у випадку нерегулярного наголосу та для розрізнення слів з різним значенням на письмі (наприклад, ісп. mas — «але» та ісп. más — «більше»).

### Шотландська гельська мова
Á в свій час використовувалася в шотландській гельській мові, але згодом її замінила «à». Хоча подекуди ще зустрічається, в стандартну орфографію вона не включена.

### В'єтнамська
У в'єтнамській абетці á позначає тон sắc (середньо-висхідний) звука «a».

## Кодування
| Графема | HTML     | Юнікод | ISO 8859-1, 2, 3, 4, 9, 10, 14, 15, 16 | TeX      |
| ------- | -------- | ------ | -------------------------------------- | -------- |
| Á       | &Aacute; | U+00C1 | C1                                     | \acute A |
| á       | &aacute; | U+00E1 | E1                                     | \acute a |